# Гузенко, Андрей Леонидович
Андрей Леонидович Гузенко (укр. Андрій Леонідович Гузенко; род. 19 февраля 1973, Никополь, Днепропетровская область) — советский и украинский футболист, играл на позиции полузащитника. Футбольный тренер.

## Биография

### Карьера игрока
В 1990 играл во Второй лиге за никопольский «Колос». В 1991—1992 проходил службу в киевском СКА, который под именем СКА ВСУ участвовал в 1992 году в первом чемпионате Украины. В 1993 году дебютировал в Высшей лиге украинского чемпионата, в составе «Карпат».
Весной 1998 играл на правах аренды в Высшей лиге российского чемпионата за самарские «Крылья Советов». 8 апреля дебютировал в матче 1/4 финала Кубка России против московского «Спартака». В чемпионате вышел на поле в трех матчах, после чего вернулся в «Ворсклу». В конце 2002 года из-за тяжелого финансового положения клуба уехал играть в Казахстан. Играл до 2008 года за казахские клубы «Иртыш», «Кызылжар», «Атырау» в Высшей лиге.

### Карьера тренера
С 2010 работал в днепродзержинской «Стали» помощником главного тренера.
19 августа 2012, после ухода Виктора Маслова, стал исполнять обязанности главного тренера.
С января 2013 работал в запорожском «Металлурге» ассистентом главного тренера Сергея Зайцева.

## Достижения
- Победитель Чемпионата Казахстана — 2003
- Бронзовый призёр Чемпионата Украины — 1996/1997